# Сороцни
Со́роцни — деревня в Дрогичинском районе Брестской области Белоруссии. Входила в состав Вавуличского сельского Совета депутатов трудящихся  Дрогичинского района Пинской (с 08.01.1954 - Брестской) области, позже - в состав Гутовского сельсовета. который уже упразднён. Входит в состав Дрогичинского сельсовета (с 17 сентября 2013 года).

## Географическое положение
Деревня располагается в 17 километрах от районного центра — города Дрогичина, находясь на восточной границе Дрогичинского района. Ближайшее шоссе Пинск—Кобрин, в деревне имеется остановка пассажирского автотранспорта.
На расстоянии 10 км (в 4 км от д. Гутово) есть железнодорожная остановка «Огдемер» - на одноколейной  железнодорожной линии для пригородных маршрутов, соединяющей Брест и Лунинец (ближайшие ж/д станции Дрогичин и Снитово);

## Население
В д.Сороцни до войны было 83 дома и проживало 317 человек.
- 2010 год — 107 человек
- 2019 год — 54 человека[1]

## Достопримечательности
- В деревне Сороцни имеется памятник жителям, погибшим во время Великой Отечественной войны. Деревня Сороцни - это одна из деревень, которые больше других пострадали на территории Дрогичинского района во время Второй мировой войны.
- В 2-х км на Запад имеется в д.Вавуличи церковь, которая работала всегда (во времена всех войн)
  - Вавуличская церковь Рождества Богородицы (Царква Нараджэння Божай Маці) — памятник архитектуры деревянного зодчества (1737 г.), наиболее древний на территории Дрогичинского района.